# Frederick Trump
Frederick Trump (født Friedrich Trump; 14. marts 1869 – 30. maj 1918) var en tysk-amerikansk forretningsmand. Han var patriarken i Trump-familiens og farfar til Donald Trump, USA's 45. og 47. præsident.
Han blev født og opvokset i Kallstadt, Tyskland, der dengang var en del af Kongeriget Bayern. Frederick immigrerede til USA i 1885 og begyndte i 1891 at spekulere i fast ejendom i Seattle. Under Guldfeberen i Klondike flyttede han til Yukon og tjente sin formue ved at drive en restaurant og et bordel for minearbejdere i Whitehorse.
I 1901 vendte Frederick tilbage til Kallstadt og giftede sig med Elisabeth Christ. Da han angiveligt var immigreret til USA for at undgå værnepligten, fratog den bayerske regering ham hans statsborgerskab i 1905. Derfor vendte han tilbage til USA med sin familie og bosatte sig i New York City.
Trump arbejdede som barber og hotelmanager og begyndte at erhverve fast ejendom i bydelen Queens, New York. Han døde i forbindelse med influenza-pandemien i 1918.

## Tidlige liv
Friedrich Trump blev født i Kallstadt i Pfalz (dengang en del af Kongeriget Bayern) af Christian Johannes Trump (1829–1877) og Katharina Kober (1836–1922).:28 Trosmæssigt var landsbyen luthersk.:28–29 
Trumps tidligst kendte mandlige forfader var Johann Philipp Drumpft eller Trump (1667-1707, forældre eller fødested uklart), som giftede sig med Juliana Maria Rodenroth. Parret havde en søn, Johann Sebastian Trump (1699–1756). Johann Sebastians søn Johann Paul Trump (1727–1792) blev født i Bobenheim am Berg.
Den første forbindelse til Kallstadt kan etableres gennem Johann Sebastians barnebarn og Johann Pauls søn Johannes Trump (1789–1836), der blev født i Bobenheim am Berg og gift i Kallstadt, hvor han også døde. Pfalz-regionen, der dengang en relativt fattig, har været kendt for sin vinavl siden det Romerske Kejserrige.
Fra 1816 til 1918, da Bayern blev Fristaten Bayern, var Pfalz en del af kongeriget Bayern. I 1871 blev Bayern en del af det nydannede Tyske Kejserrige. I perioder med krig og anti-tysk diskrimination i USA nægtede Trumps søn, Fred, senere sin tyske arv og hævdede i stedet, at hans far havde været en svensker fra Karlstad, Sverige. Denne version blev gentaget af Freds søn Donald i hans selvbiografi fra 1987.
Efter at have været syg med emfysem i 10 år, døde Trumps far, Christian Johannes, den 6. juli 1877 i en alder af 48 år, hvilket efterlod familien i alvorlig gæld på grund af lægeudgifter.:28 Mens fem af de seks børn arbejdede på familiens vinmarker, blev Friedrich anset for at være for syg til at udholde så hårdt arbejde.:29 I 1883, som 14-årig, blev han sendt til det nærliggende Frankenthal af sin mor for at arbejde som barberlærling
Trump arbejdede syv dage om ugen i to et halvt år hos barberen Friedrich Lang. Efter endt læretid vendte han tilbage til Kallstadt – en landsby med omkring 1.000 indbyggere. Han erfarede hurtigt, at der ikke var nok arbejde til at tjene til livets ophold. Han nærmede sig samtidig alderen for værnepligt i den kejserlige tyske hær. Han besluttede sig hurtigt for at immigrere til USA, og sagde senere: "Jeg aftalte med min mor, at jeg skulle tage til Amerika.":30 År senere sagde hans familiemedlemmer, at han rejste i hemmelighed om natten og efterlod sin mor en seddel.:30–31 Som et resultat af, at Trump flygtede fra den obligatoriske værnepligt – der var påkrævet af alle borgere – blev der senere udstedt et kongeligt dekret, der forviste ham fra landet.

## Immigration til USA
I 1885 – i en alder af 16 – immigrerede Trump via Bremen, Tyskland, til USA ombord på dampskibet Eider, der afgik den 7. oktober:32  og ankom til Castle Garden i New York City den 19. oktober. Da han endnu ikke havde aftjent den obligatoriske militærtjeneste på to år i Kongeriget Bayern, var denne immigration ulovlig i henhold til bayersk lov. Amerikanske immigrationsregistre viser hans navn som "Friedr. Trumpf" og hans erhverv som "Inget". Han flyttede ind hos sin ældre søster Katharina – der var immigreret i 1883:31  – og hendes mand Fred Schuster, som også var fra Kallstadt. Kun få timer efter sin ankomst mødte han en tysk-talende barber, der søgte en medarbejder,:25  og begyndte at arbejde den næste dag.:34  Han arbejdede som barber i seks år. Trump boede hos sine slægtninge på Lower East Side på Manhattan i et kvarter med mange tyske immigranter, på 76 Forsyth Street.:33   På grund af de stigende omkostninger ved at drive forretning på 76 Forsyth Street flyttede de til 606 East 17th Street :37 og til 2012 2nd Avenue.:39 
I 1891 flyttede Trump til Seattle i den nyligt optaget amerikanske delstat Washington. Med sin opsparing på flere hundrede dollars købte han Poodle Dog, som han omdøbte til Dairy Restaurant, og forsynede denne med nye borde, stole og et komfur. Dairy Restaurant – der lå på 208 Washington Street – lå midt i Seattle's Pioneer Square; Washington Street blev kaldt "the Line" og omfattede en række saloner, kasinoer og bordeller. Forfatteren Gwenda Blair kaldte det "et arnested for sex, spiritus og penge, [det] var det ubestridte centrum for handlingen i Seattle.":41 Restauranten serverede mad og spiritus og blev annonceret som at inkludere "Værelser til Damer", en almindelig eufemisme for prostitution.:50 I 1892 blev Trump amerikansk statsborger :94 og stemte ved delstaten Washingtons første præsidentvalg. :50 Han boede i Seattle indtil begyndelsen af 1893.:59 
Den 14. februar 1894 solgte Trump Dairy Restaurant, og i marts flyttede han til den nye minedriftby Monte Cristo i Snohomish County nord for Seattle. Efter at der var blevet opdaget tegn på mineralforekomster i 1889, forventede man, at Monte Cristo ville producere en formue i guld og sølv. Mange håbefulde flyttede til området i håb om at blive rige. Rygter om finansielle investeringer fra millionæren John D. Rockefeller i hele Everett-området skabte en overdreven forventning om områdets potentiale.:53–58 
Før Trump forlod Seattle, købte han 16 hektar i Pine Lake Plateau, 19 km øst for byen, for $200, hvilket var den første store ejendomshandel for familien Trump.:59  I Monte Cristo valgte Trump en grund nær den senere togstation, hvor han ønskede at bygge et hotel, men han havde ikke råd til at betale de $1.000 pr. acre for at købe den. I stedet indgav han et guldplaceringskrav på grunden, hvilket gav ham mulighed for at kræve eksklusive minerettigheder til jorden uden at skulle betale for den,:60 selvom jorden allerede var blevet krævet af Everett-boeren Nicholas Rudebeck. På dette tidspunkt var det amerikanske General Land Office kendt for at være korrupt og tillod derfor ofte flere krav. Selvom placeringskravet ikke gav Trump nogen ret til at bygge nogen struktur på jorden, købte han hurtigt tømmer til at bygge et nyt pensionat og drive det på samme måde som Dairy Restaurant. Han forsøgte aldrig at mine guld på jorden. Blair beskrev Trump som "at mine minearbejderne", da de havde brug for et sted at sove om natten, mens de var i gang med at mine.:61  I juli 1894 indgav Rudebeck en ansøgning om at inkorporere jorden og sendte en agent til at opkræve husleje; dette var tilsyneladende ikke vellykket, da folkene i Monte Cristo ikke tog hensyn til juridiske titler. :66 Trump købte endelig jorden i december 1894. :69 
Man erfarede de efterfølgende år, at der ikke var nær så meget guld og sølv i Monte Cristo, som man tidligere havde troet, :68 og i august 1894 trak Rockefeller sig ud af det meste af sin investering i området, hvilket skabte "Everett-boblen".:67 I foråret 1896 havde de fleste minearbejdere forladt Monte Cristo. Trump led både af mangel på arbejdskraft og reduceret forretning, selvom han havde været en af de få, der havde tjent penge i Monte Cristo. Trump forberedte sig på boblen ville blive sprængt ved at finansiere to minearbejdere i Yukon, Canada, i bytte for, at de satte et krav på hans vegne.:72  I juli 1897 begyndte Klondike-guldfeberen efter både læsset med guld ankom til San Francisco og Seattle. Tusinder af mennesker strømmede til området i håb om at tjene en formue.:73 Trump solgte det meste af sin ejendom i Monte Cristo et par uger senere og flyttede tilbage til Seattle.:74 
I Seattle åbnede Trump en ny restaurant på 207 Cherry Street. Forretningen gik så godt, at han betalte realkreditlånet af på fire uger. I mellemtiden – den 7. juli – satte de to minearbejdere, som Trump havde finansieret, et krav på hans vegne ved Hunker Creek, en biflod til Klondike. Efter at have brugt $15 på at registrere kravet, solgte de halvdelen af det for $400 dagen efter. En uge senere solgte en anden minearbejder det for $1.000.:77  Den 20. september satte de et andet krav, ved Deadwood Creek. Halvdelen af det blev solgt i oktober for $150, mens den anden halvdel blev solgt i december for $2.000. Det er dog uvist, om Trump nogensinde modtog nogen penge derfra. I begyndelsen af 1898 havde han tjent nok penge til at tage til Yukon selv.:79 
I 1900 købte han alle de nødvendige forsyninger, solgte sine resterende ejendomme i Monte Cristo og Seattle og overførte sine 40 acres i Pine Lake Plateau til sin søster Louise. :78 I 1900 solgte Louise ejendommen for $250. :80 Om vinteren, efter Trumps afgang fra Monte Cristo, led byen nogle af de værste laviner og oversvømmelser i sin korte historie, og denne gang nægtede Rockefeller at genopbygge den næsten vitale jernbane til Everett.:79 

### Yukon guldfeber: Trumps hoteller og bordeller
I henhold til Blairs beretning havde Trump ingen planer om at udvinde og mine guld, da han tog til Yukon. :81 Han rejste sandsynligvis ad White Pass-ruten, :83 som omfattede den berygtede "Dead Horse Trail", opkaldt efter, at kuskene piskede transportdyrene, indtil de faldt døde og derefter blev efterladt til at rådne. I foråret 1898 åbnede Trump og en anden minearbejder ved navn Ernest Levin en teltrestaurant langs stien. Blair skriver, at "en hyppig ret var frisk slagtet, hurtigt frosset hest".:84  
I maj 1898 flyttede Trump og Levin til Bennett i British Columbia, en by kendt for, at håbefulde byggede både for at rejse til Dawson. I Bennett åbnede Trump og Levin Arctic Restaurant and Hotel, som tilbød fin mad, logi og sex i et hav af telte.:85 Arctic var også oprindeligt et telt, men efterspørgslen efter hotellet og restauranten voksede, hvorfor det endte med at blive en to-etagers bygning. Et brev til avisen Yukon Sun beskrev Arctic:
  For enlige mænd har Arctic fremragende indkvartering såvel som den bedste restaurant i Bennett, men jeg vil ikke anbefale respektable kvinder at sove der, da de kan risikere at høre noget, der vil være frastødende for deres følelser (...).

Arctic House var en af de største og mest ekstravagante restauranter i denne region af Klondike og tilbød frisk frugt og ryper ud over hovedretten hestekød. Arctic var åben 24 timer i døgnet og reklamerede med "Værelser til damer", som omfattede senge og vægte til måling af guldstøv. Den lokale afdeling af North-West Mounted Police var kendt for at tolerere en del, så længe det blev udført diskret.:86 
I 1900 blev den 179 km lange White Pass og Yukon Route – en jernbane mellem Skagway, Alaska, og Whitehorse, Yukon – færdiggjort. Trump grundlagde White Horse Restaurant and Inn i White Horse.:87–88 De flyttede bygningen med pram – flyttede den til Front Street, hvorefter den var i drift i juni.:88–89 
Den nye restaurant, som omfattede et af de største stålværker i området, tilberedte 3.000 måltider om dagen og havde plads til gambling. Trods den enorme økonomiske succes begyndte Trump og Levin at skændes på grund af Levins drikkeri. De afbrød deres forretningsforbindelse i februar 1901, men forsonede der uenighed i april. Omkring samme tid annoncerede den lokale regering tiltag mod prostitution, gambling og spiritus, selvom håndhævelsen blev udskudt af forretningsfolk til senere samme år. I lyset af denne forestående trussel mod hans forretningsdrift solgte Trump sin andel af restauranten til Levin og forlod Yukon. :90–91 I de følgende måneder blev Levin arresteret for offentlig beruselse og sendt i fængsel, og Arctic blev overtaget af Mounties. :92 Restauranten brændte ned i White Horse-branden i 1905. Blair skrev, at "endnu en gang, i en situation, der skabte mange tabere, formåede [Frederick Trump] at komme ud som en vinder.":93 

## Ægteskab og familie
I 1901 vendte Trump tilbage til Kallstadt som en velhavende mand. Forfatteren Blair sagde, at "forretningen med at tage sig af kundernes behov for mad, drikke og kvinder havde været god for ham.":94 Han mødte hurtigt Elisabeth Christ (1880-1966) og friede til hende. Hun var datter af en tidligere nabo og var elleve år yngre end Trump. Trumps mor misbilligede Christ, fordi hun mente, at hendes familie var af en lavere social klasse. Fred og Christ blev gift den 26. august 1902, og flyttede til New York City.:95 
I New York fandt Trump arbejde som barber og restaurant- og hotelmanager. Parret boede på 1006 Westchester Avenue i det tysktalende Morrisania-kvarter i Bronx. Deres datter Elizabeth blev født den 30. april 1904. I maj 1904 – da Trump ansøgte om et amerikansk pas i New York for at rejse med sin kone og datter – listede han sit erhverv som "hotelmanager". På grund af Elizabeth Sr.'s ekstreme hjemve, vendte familien tilbage til Tyskland senere samme år. :96  I Tyskland satte Trump sine opsparing på 80.000 mark ind på en bankkonto – dette svarende til 641.438 dollars i 2023.:96 
Kort efter familiens ankomst til Tyskland fastslog de bayerske myndigheder, at Trump var emigreret fra Tyskland for at undgå sin værnepligt.:98 Den 24. december 1904 annoncerede indenrigsministeriet indledningen af en undersøgelse, som havde til formål at forvise Trump fra Tyskland. Officielt fandt de ud af, at han havde overtrådt resolutionen fra det kongelige indenrigsministerium nummer 9916 – en lov fra 1886 – der straffede udvandring til Nordamerika for at undgå militærtjeneste med tab af bayersk og dermed tysk statsborgerskab.:99 I februar 1905 blev der udstedt et kongeligt dekret, der beordrede Trump til at forlade landet inden for otte uger på grund af at være emigreret for at undgå militærtjeneste og undlade at registrere sin afrejse hos myndighederne. I flere måneder appellerede Trump til regeringen om at tillade ham at blive, men han var uden held.:100 
Han og hans familie rejste til New York den 30. juni 1905.:102 Deres søn Fred blev født den 11. oktober 1905 i Bronx, New York.:110 Familien boede på 539 East 177th Street. I 1907 blev deres anden søn, John, født. Senere samme år flyttede familien til Woodhaven, Queens. Mens han boede i Queens, åbnede Trump en barberbutik på 60 Wall Street på Manhattan.:110 

## Senere liv og død
I 1908 købte Trump fast ejendom på Jamaica Avenue i Woodhaven. To år senere flyttede han sin familie ind i bygningen på grunden og udlejede flere værelser. Han arbejdede også som hotelmanager på Medallion Hotel på 6th Avenue og 23rd Street.:112 Trump havde til hensigt at fortsætte med at købe mere jord, men under 1. verdenskrig holdt han en lav profil på grund af den udbredte anti-tyske stemning i USA som følge af krigen. Tyskfødte borgere kom under mistanke.:113–115 
I henhold til Trump-familiens biograf Gwenda Blair: "den 29. maj 1918, mens han gik tur med sin søn Fred, følte Trump sig pludselig ekstremt syg og blev hastet til sengs. Næste dag var han død. Det, der først blev diagnosticeret som lungebetændelse, viste sig at være et af de tidlige tilfælde af spansk influenza.":116  I henhold til hans dødsattest var Trump blevet behandlet af en læge siden 23. maj 1918 og døde morgenen den 30. maj af lungebetændelse og sekundært af nefritis.
Diverse kilder er uenige om størrelsen af Trumps formue: Gwenda Blair oplyser, at hans nettoformue omfattede et 2-etagers hus med 7 værelser i Queens, 5 tomme grunde, $4.000 i opsparing, $3.600 i aktier og 14 lån, hvilket gav ham en nettoformue på $31.359 (ca. svarende til $655.556 i 2024),:118 mens hans oldebarn Mary L. Trump anslår den til $300.000 i 2021. Trumps kone og søn Fred fortsatte hans ejendomsprojekter under navnet Elizabeth Trump & Son.

## Eksterne links
- Frederick Trump på Find a Grave (engelsk)